# 541 (tal)
541 är det naturliga heltal som följer 540 och följs av 542.

## Matematiska egenskaper
- 541 är ett udda tal.
- 541 är ett primtal[1].
- 541 är ett defekt tal.
- 541 är ett stjärntal.
- 541 är ett lyckotal.

## Inom vetenskapen
- 541 Deborah, en asteroid.